# Xã Buffalo, Quận Craighead, Arkansas
Xã Buffalo (tiếng Anh: Buffalo Township) là một xã thuộc quận Craighead, tiểu bang Arkansas, Hoa Kỳ. Năm 2010, dân số của xã này là 1.969 người.